# Jason Lively
Jason Lively (* 12. März 1968 in Carroll County, Georgia) ist ein US-amerikanischer Schauspieler.

## Leben
Jason Lively begann seine Karriere als Kinderdarsteller und wurde bereits für seinen zweiten Fernsehauftritt, in der Fernsehfilmreihe Junge Schicksale im Jahr 1982, für einen Young Artist Award nominiert. Im darauf folgenden Jahr erfolgte sein Spielfilmdebüt an der Seite von Christopher Walken und Natalie Wood in Douglas Trumbulls Science-Fiction-Film Projekt Brainstorm. Bekanntheit beim deutschsprachigen Kinopublikum erlangte er 1985 durch seine Darstellung des Rusty Griswald in der Filmkomödie Hilfe, die Amis kommen. In dieser Fortsetzung von Die schrillen Vier auf Achse ersetzte er Anthony Michael Hall als Rustys Darsteller. Lively erhielt hierfür seine insgesamt dritte und gleichzeitig letzte Nominierung für den Young Artist Award, den er jedoch nie gewann.
Dem Kindesalter entwachsen erhielt er 1986 die Hauptrolle im Low-Budget-Horrorfilm Die Nacht der Creeps. Eine weitere Hauptrolle stellte er in Roland Emmerichs Science-Fiction-Film Hollywood Monster dar. Keine der beiden Filme konnte ihn als Star etablieren, und so wurden mit Beginn der 1990er Jahre Rollenangebote rar. Dies galt auch für Fernsehauftritte, zwar stellte er von 1989 bis 1990 eine wiederkehrende Rolle in der Krimiserie Einer gegen alle – Mancuso, FBI dar, diese wurde jedoch nach nur einer Staffel wieder eingestellt. Seine bislang letzte Filmrolle hatte Lively 2017 im Western Hickok neben Kris Kristofferson und Bruce Dern.
Nach dem Ausbleiben weiterer Angebote arbeitete Lively zunächst für eine Computerfirma. Diese erlaubte Telearbeit, und so zog er Ende der 2000er Jahre von Kalifornien nach Utah. Dort machte er sich später selbstständig und bot gerösteten Mais an. Jason Lively ist Teil einer Schauspielerfamilie: er ist der Adoptivsohn von Ernie Lively, der Bruder von Robyn Lively sowie Halbbruder von Eric Lively und Blake Lively. Über Blake ist er mit Ryan Reynolds verschwägert.

## Filmografie (Auswahl)

### Film
- 1983: Projekt Brainstorm (Brainstorm)
- 1985: Hilfe, die Amis kommen (National Lampoon’s European Vacation)
- 1986: Die Nacht der Creeps (Night of the Creeps)
- 1987: Hollywood Monster (Ghost Chase)
- 1991: Rock ’n’ Roll High School Forever
- 1992: Maximum Force
- 2017: Hickok

### Fernsehen
- 1979, 1983: Ein Duke kommt selten allein (The Dukes of Hazzard, 2 Folgen, verschiedene Rollen)
- 1982: Junge Schicksale (ABC Afterschool Specials, Folge 10x06)
- 1987: 21 Jump Street – Tatort Klassenzimmer (21 Jump Street, Folge 1x09)
- 1989–1990: Einer gegen alle – Mancuso, FBI (Mancuso, FBI, 3 Folgen)
- 1992: Rauchende Colts: Faustrecht des Westens (Gunsmoke: To the Last Man, Fernsehfilm)

## Auszeichnungen
- 1983: Young-Artist-Award-Nominierung in der Kategorie Bester Schauspieler in einem Fernsehspecial für Junge Schicksale
- 1984: Young-Artist-Award-Nominierung in der Kategorie Bester Gastdarsteller in einer Fernsehserie  für Ein Duke kommt selten allein
- 1986: Young-Artist-Award-Nominierung in der Kategorie Bester Hauptdarsteller in einem Spielfilm für Hilfe, die Amis kommen!